# Muhammad al-Sabah al-Salim al-Sabah
Muhammad al-Sabah al-Salim al-Sabah (en arabe : محمد صباح السالم الصباح), né le 10 octobre 1955 au Koweït, est un diplomate et homme d'État koweïtien. Il est notamment ambassadeur du Koweït aux États-Unis de 1993 à 2001, ministre des Affaires étrangères de 2003 à 2011, vice-Premier ministre de 2006 à 2011 et Premier ministre du 4 janvier 2024 au 15 mai 2024

## Biographie
Il est le troisième fils de l'émir Sabah III. Sa sœur, la princesse Nuria, est la première épouse de l'actuel émir, cheikh Mechaal, dont il est cousin.